# Пшиш (гора)
Пшиш — высочайшая вершина Архыза (3790 м). Вершина покрыта многолетними снегами. Название происходит от топонима Псыш. По мнению А. В. Твердого и Ковешникова В. Н., название идентично с названием реки Пшиш и означает «князь».